# Grayenulla dejongi
Grayenulla dejongi är en spindelart som beskrevs av Zabka 1992. Grayenulla dejongi ingår i släktet Grayenulla och familjen hoppspindlar. Inga underarter finns listade i Catalogue of Life.